# Люксембург, Франсуа Анри де Монморанси
Франсуа́-Анри́ де Монморанси́-Бутви́ль (фр. François-Henri de Montmorency-Bouteville), более известный как маршал Люксембург (фр. maréchal de Luxembourg, 8 января 1628 — 4 января 1695) — герцог де Пине-Люксембург с 1661 года, французский военный деятель, маршал Франции с 1675 года; один из самых успешных полководцев эпохи старого порядка, участвовавший в большинстве военных кампаний Людовика XIV.

## Биография
Посмертный сын графа Бутвиля, казнённого при Ришельё на Гревской площади за бретёрство. Как один из последних представителей рода Монморанси взят на воспитание дальней родственницей, Шарлоттой, сестрой казнённого маршала Монморанси и матерью великого Конде. Дети росли в Шантийи вместе, и Монморанси стал верным товарищем Конде во всех его военных подвигах, включая дело при Рокруа. Вместе с Конде он участвовал во Фронде, а после её поражения — служил испанскому королю.
Во время Голландской войны маршал Люксембург наконец вышел из тени великого Конде и заслужил себе славу искусным отступлением из Утрехта ввиду втрое сильнейшего неприятеля (хотя ему и не удалось удержать Филипсбург от сдачи герцогу Лотарингскому). Уже после подписания мира Монморанси во главе рейнской армии сразился при Сен-Дени (1678) с Вильгельмом Оранским, ставшим с тех пор его извечным соперником на полях сражений.

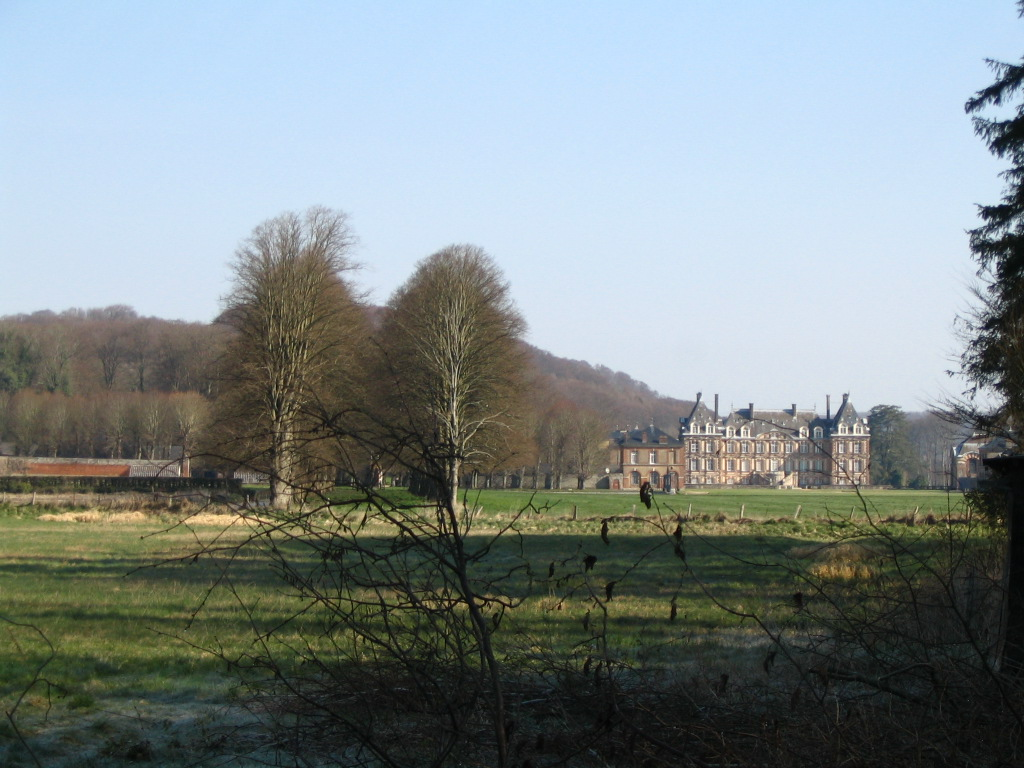
Загородный дворец семейства маршала Люксембурга (архитектор Франсуа Мансар).

Боевые успехи Монморанси нажили ему завистников при версальском дворе, которые не преминули отметить, что победа при Сен-Дени была одержана уже после подписания Нимвегенского мира. Как и многие другие придворные, Монморанси подпал под подозрение в связи с делом о ядах, по которому проходили противники военного министра Лувуа. На несколько месяцев он был заключён в Бастилию, а потом — выслан в своё имение.
С началом войны за Пфальцское наследство Монморанси вернулся в армию, на этот раз уже главнокомандующим. Он расстроил планы принца Вальдекского по вторжению во Францию, одержав важную победу при Флёрюсе (1690). В 1691 и 1692 годах он постоянно обыгрывал на полях сражений Вильгельма Оранского, в Испанских Нидерландах взял Монс и Намюр. После побед при Стенкеркене и Нервиндене прислал в парижский Нотр-Дам столько захваченных у врага штандартов, что народ прозвал его драпировщиком.

## Титул
Пока Конде раздумывал над браком с сестрой Монморанси, вдовствующей герцогиней Шатийон (и будущей герцогиней Мекленбургской), его мать устроила брак графа Бутвиля со своей родственницей Мадленой-Шарлоттой де Клермон-Тоннер (1635—1701), дед которой был последним герцогом Пине-Люксембуром.
Родители невесты отказывались от прав на герцогский титул в пользу жениха при условии, что он и его потомки соединят с фамилией и гербом Монморанси фамилию и герб суверенного дома Люксембургов. Старшие брат и сестра невесты (от брака её матери с братом покойного герцога Люиня) при этом также отказывались от прав на наследие Люксембургов и переходили из дворянского сословия в духовное.

## Дети

Мадлен-Шарлотта-Бонна-Тереза де Клермон-Тоннер, жена

- Шарль-Франсуа-Фредерик I де Монморанси-Люксембург (28.02.1662—4.08.1726), герцог де Пине-Люксембург. Жена 1) (1686): принцесса Мари-Анн д’Альбер (1671—1694), дочь Шарля-Оноре д’Альбера, герцога де Шеврез и де Люин, и Жанны-Мари-Терезы Кольбер; 2) (1696): Мари Жилонн Жийе, маркиза де Клерамбо (ум. 1709), дочь Рене Жийе, маркиза де Клерамбо и Марманд, и Мари Ле Луп де Бельнав
- Пьер-Анри-Тибо де Монморанси-Люксембург (1663—25.11.1700), аббат Оркана и Сен-Мишеля, великий магистр французской ветви ордена Госпитальеров Святого Духа
- Поль-Сижисмон де Монморанси-Люксембург (3.09.1664—28.10.1731), герцог де Шатийон. Жена 1) (1696): Мари-Анн де Ла Тремуй (1676—1708), маркиза де Руайян, графиня д’Олонн, дочь Франсуа де Ла Тремуя, маркиза де Руайян, графа д’Олонн, и Иоланды-Жюли де Ла Тремуй-Нуармутье; 2) (1731): Элизабет Руйе де Меле (ум. 1740), дочь Этьена Бушю
- Анжелика-Кюнегонда де Монморанси-Люксембург (18.01.1666—7.01.1736), светская аббатиса Пуссе. Муж (7.10.1694): Луи-Анри де Бурбон-Суассон, принц де Невшатель и Валанжен (1640—1703)
- Кристиан-Луи де Монморанси-Люксембург (9.02.1676—23.11.1746), принц де Тенгри, маршал Франции. Жена (1711): Луиза-Мадлен де Арле де Бомон (1694—1749), дочь Ашиля IV Арле, графа де Бомона, и Луизы-Рене де Лоюе де Коетенваль